# بیلی دی
بیلی دی (انگلیسی: Billy Dee؛ زادهٔ ۲۵ سپتامبر ۱۹۵۱) بازیگر بازنشستهٔ پورنوگرافی اهل کشور ایالات متحده آمریکا است. وی نژاد آفریقایی، آمریکایی دارد.